# Площа Аристотеля

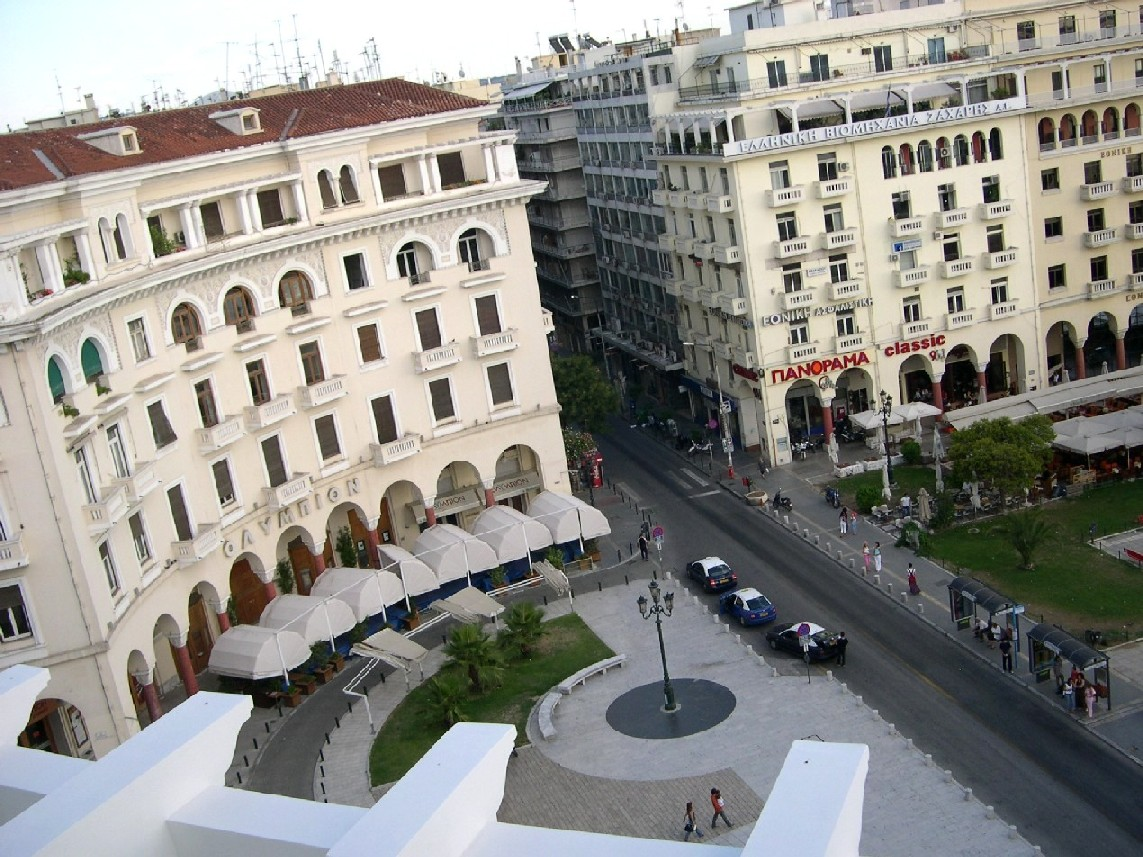
Південна, нижня, сторона площі Аристотеля, кінотеатр «Олімпіон»

40°37′56.45″ пн. ш. 22°56′27.18″ сх. д. / 40.6323472° пн. ш. 22.9408833° сх. д.
Площа Аристотеля (грец. Πλατεία Αριστοτέλους) — центральна площа Салонік, Греція. Починається від набережної вздовж затоки Термаїкос і піднімається вгору до пагорба, на якому розташована Базиліка Святого Дімітрія.
Площа Аристотеля розташована за кілька сот метрів західніше Левкос Піргос та в кількох десятках метрів на схід від пасажирського терміналу Салонікського порту. Тут відбуваються міські концерти, різдвяні ялинки, політичні заходи тощо — це одне з найпопулярніших місць як для самих салонікців, так і для туристів.

## Історія
Проект площі Аристотеля розроблений французьким архітектором Ернестом Ебраром (авторству Ебрара належить ще площа в Салоніках — площа Александра Македонського) 1917 року, після того як велика Салонікська пожежа майже цілком зруйнувала місто. Тодішній прем'єр-міністр Греції Елефтеріос Венізелос поставив перед 32-річним Ебраром грандіозне за задумом завдання: побудувати нове місто, одночасно відновлюючи вцілілі фрагменти старого міста, історія якого нараховувала понад 2 тисячоліття. Однак загальний початковий план Ебрара був спрощений і реалізований тільки в середині 1950-х років. Майже незміненим залишився тільки проект площі Аристотеля — центральної осі міста.

## Основні об'єкти
Просто на Площі розташовані дві кремові неокласичні будівлі із напівкруглим фасадом та пишною аркадою:
- один з найкращих у місті п'ятизірковий готель «Electra Palace»;
- кінотеатр «Олімпіон», в якому щороку проходить Міжнародний кінофестиваль у Салоніках;

Ліворуч від кінотеатру встановлена бронзова статуя давньогрецькому філософу Аристотелю, учителю Александра Македонського, на перетині із вулицею Циміскі — квітковий годинник. Вгорі, на перетині із вулицею Егнатія, встановлена мармурова статуя Елефтеріоса Венізелоса.
На вулиці Ціміскі розташовані численні бутіки, на вулиці Егнатія — магазини із демократичнішими цінами. Вздовж самої площі відкриті незліченні кафе та книжкові магазини, найбільші серед останніх «Іанос» (площа Аристотеля, 7) і «Барбунакіс» (площа Аристотеля, 9).